# Max Wertheimer

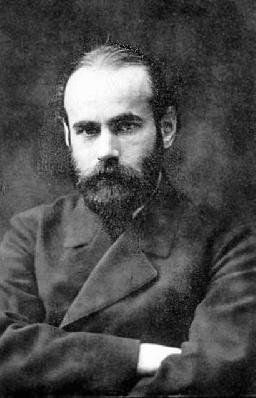
Retrato de Max Wertheimer.

Max Wertheimer (Praga, 15 de abril de 1880 – Nueva York, 12 de octubre de 1943) fue un psicólogo alemán de origen checo nacionalizado estadounidense. Fue el fundador de la psicología de la Gestalt, seguido por sus alumnos Wolfgang Köhler y Kurt Koffka

## Datos biográficos
Durante su juventud cursó estudios de violín, compuso música sinfónica y de cámara. En 1900 inició la carrera de leyes en la Universidad de Praga, que abandonó poco después para trasladarse a la Universidad de Berlín e iniciar estudios de psicología bajo la tutela de Carl Stumpf, famoso por sus aportes al estudio de la psicología de la música. En 1904 obtuvo el título de doctor en la Universidad de Wurzburgo. 
En 1911, trabajó en el Instituto Psicológico de la Universidad de Fráncfort del Meno, donde se interesó en el estudio de la percepción óptica del movimiento. Junto con dos asistentes más jóvenes, Wolfgang Köhler y Kurt Koffka, estudió el efecto del movimiento aparente de imágenes generadas por un taquistoscopio, al que bautizó como fenómeno phi (las luces se prenden y se apagan en un intervalo de 60 milisegundos).
En 1912, publicó su trabajo en Estudios experimentales de la percepción del movimiento.
De 1916 a 1925, llevó a cabo investigaciones en varios laboratorios de Praga, Berlín y Viena, centrándose en el estudio de la percepción de estructuras ambiguas y complejas, elaborando y desarrollando un conjunto de ideas que conformarían la base de la psicología de la Gestalt. En 1925 regresó a Fráncfort del Meno como profesor.
En 1933, se afincó en los Estados Unidos, donde enseñó en la Nueva Escuela para Investigación Social, en la ciudad de Nueva York. Su libro Pensamiento productivo se publicó en 1945, dos años después de su muerte.

## Aportes
Aplicando sus ideas a la psicología de la educación, sostuvo que interesa enseñar a los niños, en primer lugar, conceptos globales que contribuirán a su intelecto general, antes que inculcarles los detalles, pues cuando se les enseñan primero los pormenores a menudo los alumnos se confunden y no logran comprender el significado de lo que aprenden.
Wertheimer distinguió entre pensamiento reproductivo (repetición mecánica y ciega) y pensamiento productivo (proceso insight, cierre del campo psicológico para formar una restructuración global).
También es muy significativa su ley de Prägnanz (pregnancia o, mejor, ley de lo compacto y significante), nacida en el seno de la psicología de la Gestalt, en la que se postula que percibimos de forma que integramos las sensaciones del mejor modo posible. Es la teoría de la mejor forma, forma privilegiada o pregnancia de la forma, que habitualmente coincide con la más regular, la más homogénea, simétrica, simple o uniforme, así como con la unidad de lo múltiple. Y es de gran importancia en resumidas cuentas, como ejemplifica Rudolph Arnheim: si una figura resulta más simple al ser interpretada en tres dimensiones que al hacerlo en dos, el individuo la interpretará de ese modo, saliéndose del plano.

## Psicología de la Gestalt
El surgimiento de la Gestalt, en tanto a teoría psicológica, completa el panorama de la psicología centroeuropea, junto al estructuralismo, el funcionalismo, que surgen hacia finales del siglo XIX y principios del XX, y particularmente, junto al psicoanálisis. Con fuerte acento en el idealismo trascendental kantiano, la Gestalt referirá la organización de la percepción en el sujeto a un marco estructurador de lo real a priori, esto es, independientemente de la experiencia. La noción de Gestalt, es introducida por Christian Von Ehrenfels en 1890, como «forma», «estructura», al descubrir que una misma melodía podría ser tocada sobre distintas notas, al tiempo que las mismas notas en distinto orden daban lugar a una tonada distinta. Siendo que la tonada se da a la percepción, sucede que la totalidad estructural, o sea, la forma, la pone el sujeto. De acuerdo con Koffka (1935), la aplicación de Gestalt, significa «determinar que partes de naturaleza pertenecen a todos funcionales, para descubrir su posición en ellos, su grado de independencia relativa y la articulación de grandes todos en sub-todos» La fórmula fundamental de la teoría Gestalt puede ser expresada de la siguiente forma: «Hay todos cuyo comportamiento no está destinado por sus elementos individuales, sino donde los procesos parte se encuentran determinados por la naturaleza intrínseca del todo». Es la esperanza de la teoría Gestalt el determinar la naturaleza de tales todos.